# Tlumač
Tlumač (in ucraino Тлумач?; in polacco Tłumacz) è una città ucraina (8 689 abitanti) nel distretto di Ivano-Frankivs'k, nell'oblast' di Ivano-Frankivs'k. Ospita l'amministrazione della comunità territoriale di Tlumač, una delle comunità territoriali dell'Ucraina.
Fino al 18 luglio 2020 Tlumač è stata il centro amministrativo del Distretto di Tlumač, abolito come parte della riforma amministrativa dell'Ucraina, che ha ridotto a sei il numero dei distretti dell'oblast' di Ivano-Frankivs'k. L'area del distretto di Tlumač è stata fusa nel distretto di Ivano-Frankivs'k.